# Frederik Sigismund van Bylandt
Frederik Sigismund van Bylandt, heer van Halt, Keken, Duffelwaerd en van Clarenbeek (Wageningen, 13 april 1749 - Den Haag, 2 februari 1828) was een schout-bij-nacht, voorzitter van het Wetgevend Lichaam, vice-admiraal, adjudant-generaal der Marine en staatsraad.

## Biografie
Als jongeman begon hij zijn carrière op de Staatse vloot in 1760. Uiteindelijk werd hij luitenant-generaal in dienst van de Republiek der Verenigde Nederlanden, en vanaf 1813 was hij vice-admiraal. In 1814 was hij lid van de Vergadering van Notabelen.
Bij Souverein Besluit van 28 augustus 1814 werd Frederik Sigismund van Bylandt, benoemd in de Ridderschap van Gelderland waardoor hij tot de Nederlandse adel ging behoren met het predicaat van jonkheer. Namens de Ridderschap had Van Bylandt van 1814 tot aan zijn overlijden in 1828 zitting in de Provinciale Staten van Gelderland.
Bij KB van 8 juli 1815 werd hij benoemd tot Commandeur in de Militaire Willemsorde.

### Huwelijk
Van Bylandt was een zoon van Roeleman Ferdinand des H.R.Rijksgraaf van Bylandt (27 mei 1716 - Wageningen, 25 december 1791) en Anna Cornelia des H.R.Rijksbarones von Friesheim (1723-1761). Hij trouwde op 18 september 1786 in Amsterdam met Susanna Cornelia Maria Hartsinck (Amsterdam, 12 juni 1758 - Den Haag 2 februari 1824). Zij was een dochter van Cornelis Hartsinck en Sara Maria Volckers, vrouwe van Rüneveld. Uit zijn huwelijk zijn geen kinderen geboren.

## Militaire loopbaan
- Schout-bij-nacht: vanaf 1793[2]
- Viceadmiraal: vanaf 1813[2]

## Onderscheidingen
- Commandeur in de Orde van de Unie op 16 februari 1807[2]
- Grootkruis in de Orde van de Unie (surnumerair) op 5 juni 1810[2]
- Grootkruis in de Orde van de Reünie op 22 februari 1812[2]